# Val de Seine

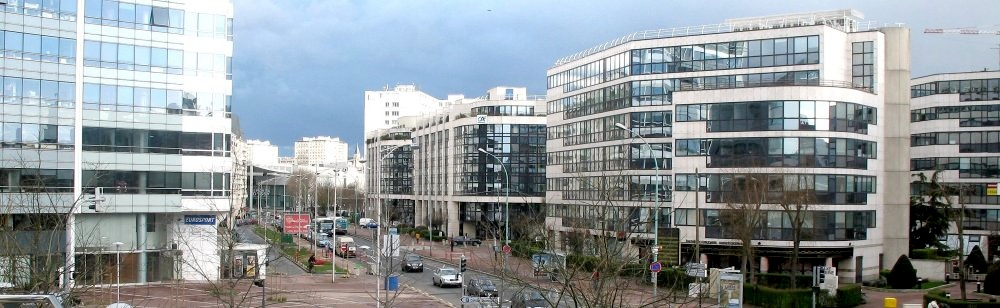
Val de Seine

Val de Seine é um distrito comercial da região metropolitana de Paris, situado a sudoeste da capital e ao longo de um arco do Sena, que em princípio inclui os municípios de Boulogne-Billancourt e Issy-les-Moulineaux e se estende até ao 15.º arrondissement de Paris. A área foi principalmente uma área industrial no século XX, especializando-se no setor de comunicações a partir de 1980. A maioria das empresas de televisão francesas tem a sua sede aqui: TF1, France Télévisions, Arte, Canal+, TPS, Eurosport, France 24.